# Reuben James (Schiff, 1986)
Die USS Reuben James (FFG-57) war eine Lenkwaffen-Fregatte der United States Navy und gehört der Oliver-Hazard-Perry-Klasse an.

## Technik

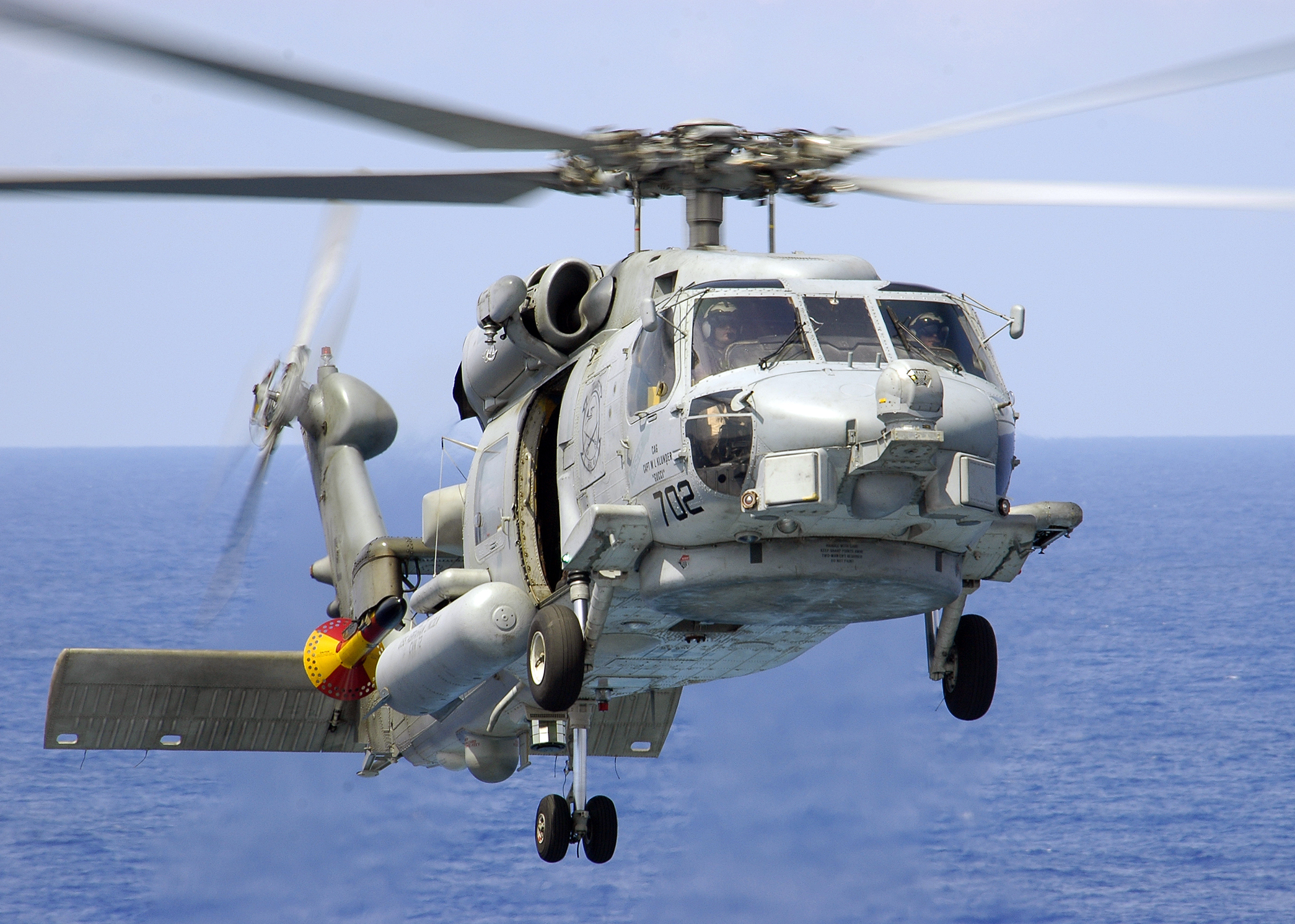
SH-60B Seahawk

Die Reuben James war, wie alle Schiffe der Perry-Klasse, zunächst hauptsächlich als Geleitschiff zur Abwehr von Luft- und Seezielen konzipiert. Zu diesem Zweck war sie mit einem MK13-Starter für SM1-Raketen zur Luftabwehr und Harpoon-Raketen zur Bekämpfung von Seezielen ausgerüstet, der jedoch zu Beginn des 21. Jahrhunderts entfernt wurde.
Zur Seezielbekämpfung blieben der Reuben James noch ein einzelnes 76-mm-Geschütz sowie zwei Torpedorohre, die sich gegen U-Boote einsetzen lassen. Außerdem verfügt das Schiff über ein CIWS zur Abwehr von anfliegenden Seezielflugkörpern.
Zusätzlich befanden sich auf der Reuben James zwei SH-60 Seahawk-Helikopter, die sich zur Bekämpfung von Oberflächenzielen und U-Booten eignen und die mit Penguin-Antischiffsraketen sowie Torpedos ausgerüstet werden können.

## Namensherkunft und Insigne

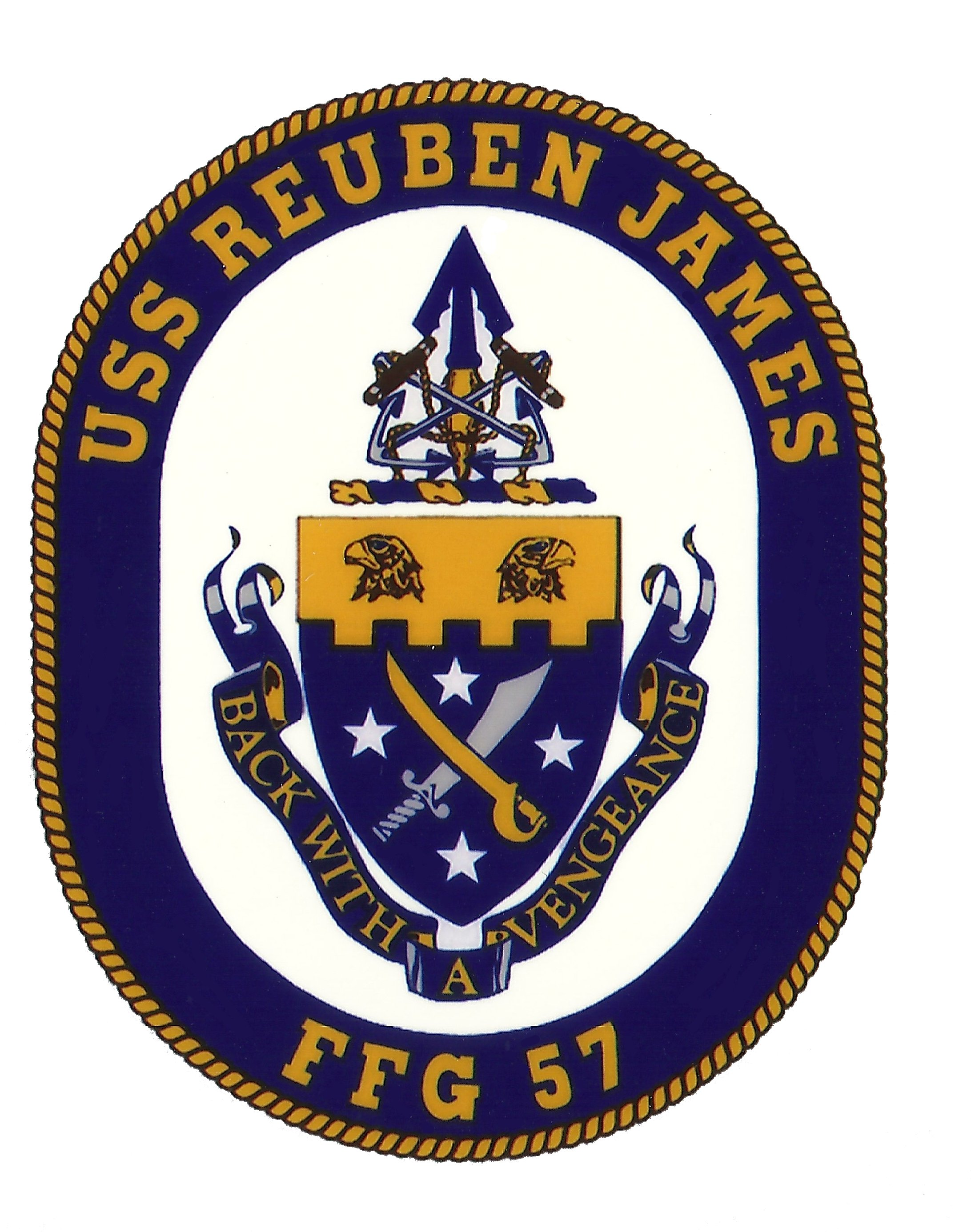
Insigne

Reuben James (1776–1838) war ein Boatswain’s Mate in der Navy. Während des Ersten Barbareskenkrieges diente er unter anderem auf der Constellation, als tripolitanische Piraten die weitgehend unbeschädigte Philadelphia erbeuten konnten, die im Hafen von Tripolis auf Grund gelaufen war. Die Mannschaft der Philadelphia – darunter auch ihr Kapitän William Bainbridge – wurde gefangen genommen, und es drohte die Gefahr, dass die Piraten das Schiff gegen die U.S. Navy einsetzen würden. Um dies zu verhindern, drang Leutnant Stephen Decatur mit einer Gruppe Freiwilliger, darunter auch Reuben James, in der Nacht des 16. Februar 1804 in den Hafen von Tripolis ein, um die Philadelphia zu zerstören. Als sie an Bord gingen, kam es zu einem Kampf mit den Piraten, die ihre Beute bewachten, wobei einer von ihnen kurz davor war, Lt. Decatur zu erstechen. Dies wurde jedoch vom bereits verwundeten James verhindert, indem dieser mit seiner Hand den Säbel abwehrte, so dass Decatur Gelegenheit hatte, seine Pistole zu ziehen und den Angreifer zu erschießen. Reuben James überlebte den Kampf, erholte sich von seinen Verletzungen und diente noch bis 1836 in der U.S. Navy.
Die FFG-57 war das dritte Schiff der Navy, das nach Reuben James benannt wurde. Dabei waren Schiffe, die unter diesem Namen liefen, bisher Zerstörer oder im aktuellen Fall, eine Fregatte. Reuben James als Namensgeber symbolisierte dabei die Schutzfunktion dieser Schiffe für ihren Flottenverband.
Das Wappen der Reuben James ist in den Farben des Banners der Barbareskenkriege, Weiß, Blau und Gold, gehalten.
Auf der Insigne ist ein Schild zu sehen, auf dem man einen goldenen Säbel über einer silbernen Machete erkennen kann, dieser steht für den Sieg der Vereinigten Staaten über die Barbaresken. Die vier Sterne finden sich ebenfalls auf dem Banner der Barbareskenkriege, weisen allerdings auch auf die USS Constellation hin, auf der James stationiert war. Im Hintergrund lässt sich die Silhouette einer Mauer erkennen, die an den stark befestigten Hafen von Tripolis erinnert. Die beiden nach außen Ausschau haltenden Adlerköpfe stehen für die beiden SH-60B Bordhelikopter und deren andauernde Wachsamkeit als Augen des Schiffes. Die gekreuzten Anker über dem Schild finden sich auch auf dem Rangabzeichen eines Boatswain’s Mate, was Reuben James’ Verwendungsbezeichnung war. Die entzündete Pfeilspitze, die man darüber erkennen kann, symbolisiert die Schlagkraft der USS Reuben James.
Unter dem Schild findet man das Motto des Schiffes, Back with a Vengeance, zu deutsch etwa Mit aller Macht wieder zurück.
Die Umrandung des Wappens besteht aus Namen und Kennung des Schiffes in goldener Schrift auf blauem Grund, der wiederum von einem goldenen Tau umrandet wird.

## Geschichte

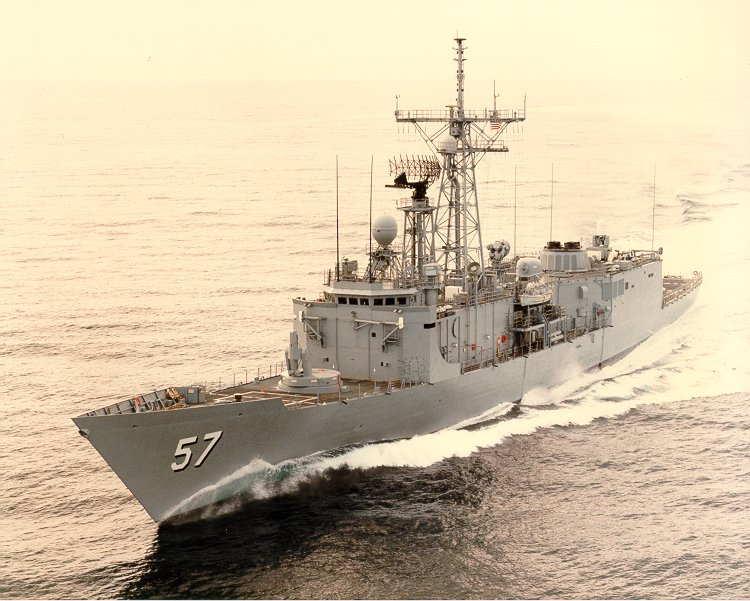
Die Reuben James

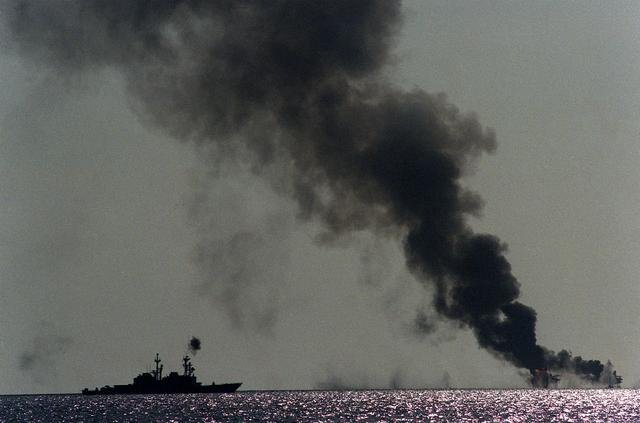
Operation Earnest Will

### Bau
Die Reuben James wurde am 19. November 1983 bei Todd Pacific Shipyards in San Pedro, Kalifornien auf Kiel gelegt und lief dort am 8. Februar 1985 vom Stapel. Am 22. März 1986 erfolgte die offizielle Indienststellung unter Commander John J. Kieley.
Während der Testfahrten war das Schiff der Surface Squadron One zugeteilt.

### Einsätze
Nach Beendigung der Testfahrten im Juni 1987 wurde die Reuben James der zur Pazifikflotte gehörenden Destroyer Squadron 31 zugeteilt und lag zunächst im Hafen von Long Beach, Kalifornien.
Sie nahm an der kurz darauf beginnenden und bis in den September 1988 hinein andauernden Operation Earnest Will zum Schutz von kuwaitischen Öltankern während des Ersten Golfkrieges teil. Während dieser Operation fuhr die Reuben James insgesamt 22 Geleitzug-Eskorten, wovon sie zehn Mal das Flaggschiff des jeweiligen Verbandes darstellte.
Im August 1991 wurde das Schiff von Long Beach nach Pearl Harbor, Hawaii verlegt.
Von Juli 2002 bis April 2003 wurde die Reuben James im Rahmen von Operation Iraqi Freedom sowie Operation Enduring Freedom, an denen sie als Teil der Abraham Lincoln Battle Group teilnahm, in den Persischen Golf verlegt.
Im Zeitraum zwischen Februar und April 2004 unterstützte die Reuben James im östlichen Pazifik verschiedene Einsätze zur Drogenbekämpfung.
Zwischen Februar und August 2006 kehrte das Schiff in den Persischen Golf zurück und nahm als Teil der Expeditionary Strike Group 3 ein weiteres Mal an Iraqi Freedom und Enduring Freedom teil.

Während dieses Einsatzes rettete ein Bordhelikopter der Reuben James zwei kenianische Seeleute, die in Seenot geraten waren. 2010 wurde die Reuben James im Pazifik eingesetzt, um humanitäre Hilfe für die Philippinen zu leisten und mit der United States Coast Guard Fischereirechte durchzusetzen. Im Juni begann die Fregatte mit der multinationalen Übung RIMPAC.

### Verbleib
Am 17. Juli 2013 wurde das Schiff außer Dienst gestellt und im Januar 2016 bei einem Seezielschießen mit einem SM-6-Flugkörper der John Paul Jones versenkt.

## Auftritte in den Medien
In dem Film Jagd auf Roter Oktober nach dem gleichnamigen Bestseller von Tom Clancy ist die Reuben James das Schiff, das die Roter Oktober stellt. Im Film wird die Reuben James von der Gary sowie der Wadsworth dargestellt, Peter Jason spielt dabei den befehlshabenden Offizier auf der Reuben James.
In dem Roman Im Sturm von Tom Clancy kommt die Reuben James ebenfalls vor: Ed Morris, einer der Hauptcharaktere, wird von der Pharris auf die Reuben James versetzt, nachdem die Pharris bei einem Angriff schwer beschädigt wurde.